# Pedro Carrasco
Pour les articles homonymes, voir Carrasco.
Pedro Carrasco est un boxeur espagnol né le 11 juillet 1943 à Huelva et mort le 27 janvier 2001.

## Carrière
Champion d'Europe EBU des super-légers le 21 mai 1971 face au français René Roque, il remporte le titre vacant de champion du monde des poids légers WBC le 5 novembre 1971 après sa victoire au 12e round contre l'américain Mando Ramos. Battu lors du combat revanche, Carrasco met un terme à sa carrière en 1972 sur un bilan de 106 victoires, 3 défaites et 2 matchs nuls.